# Mr. Wiggles

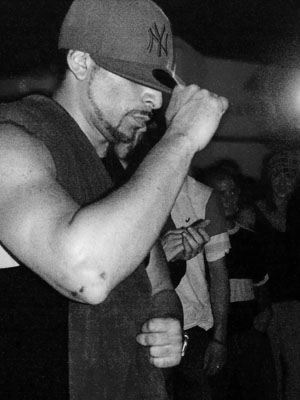
Mr. Wiggles atuando em 2005.

Steffan "Mr. Wiggles" Clemente é um dos mais conhecidos dançarinos de rua do mundo, particularmente com suas habilidades relacionadas ao popping. Ele é membro dos grupos Rock Steady Crew, The Electric Boogaloos, Tribal Click e Zulu Nation. Wiggles também atua como dançarino, ator, coreógrafo, instrutor de dança, produtor musical e artista de grafite.